# Temple Wubian
Le temple Wubian (chinois simplifié : 无边寺 ; chinois traditionnel : 無邊寺 ; pinyin : wúbiān sì) est un temple bouddhiste, situé dans le xian de Taigu, dans la ville-préfecture de Jinzhong, province du Shanxi, au Nord de la Chine.
Elle est classée depuis 2006 sur la 6e liste des sites historiques et culturels majeurs protégés au niveau national.

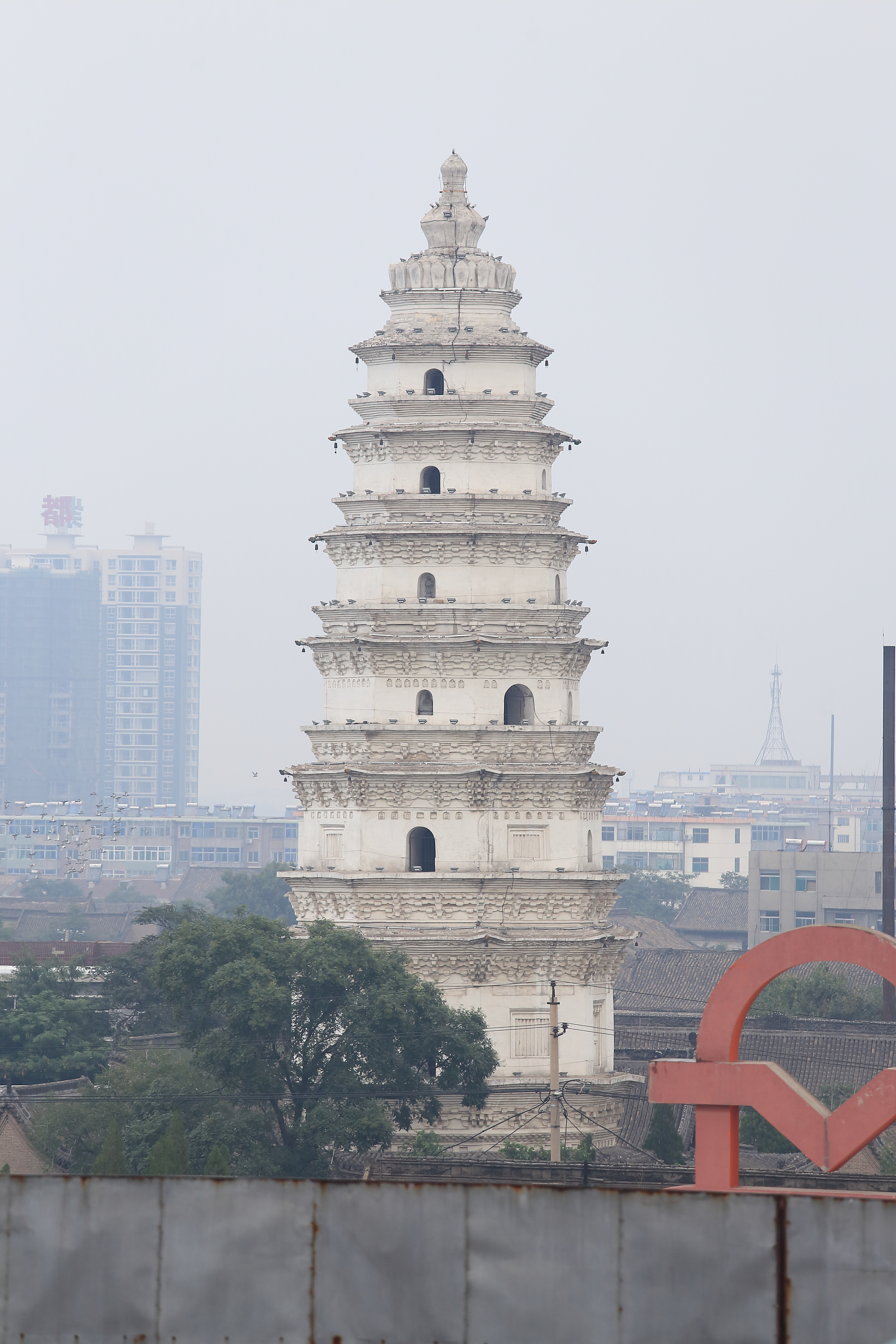
Tour blanche de la pagode
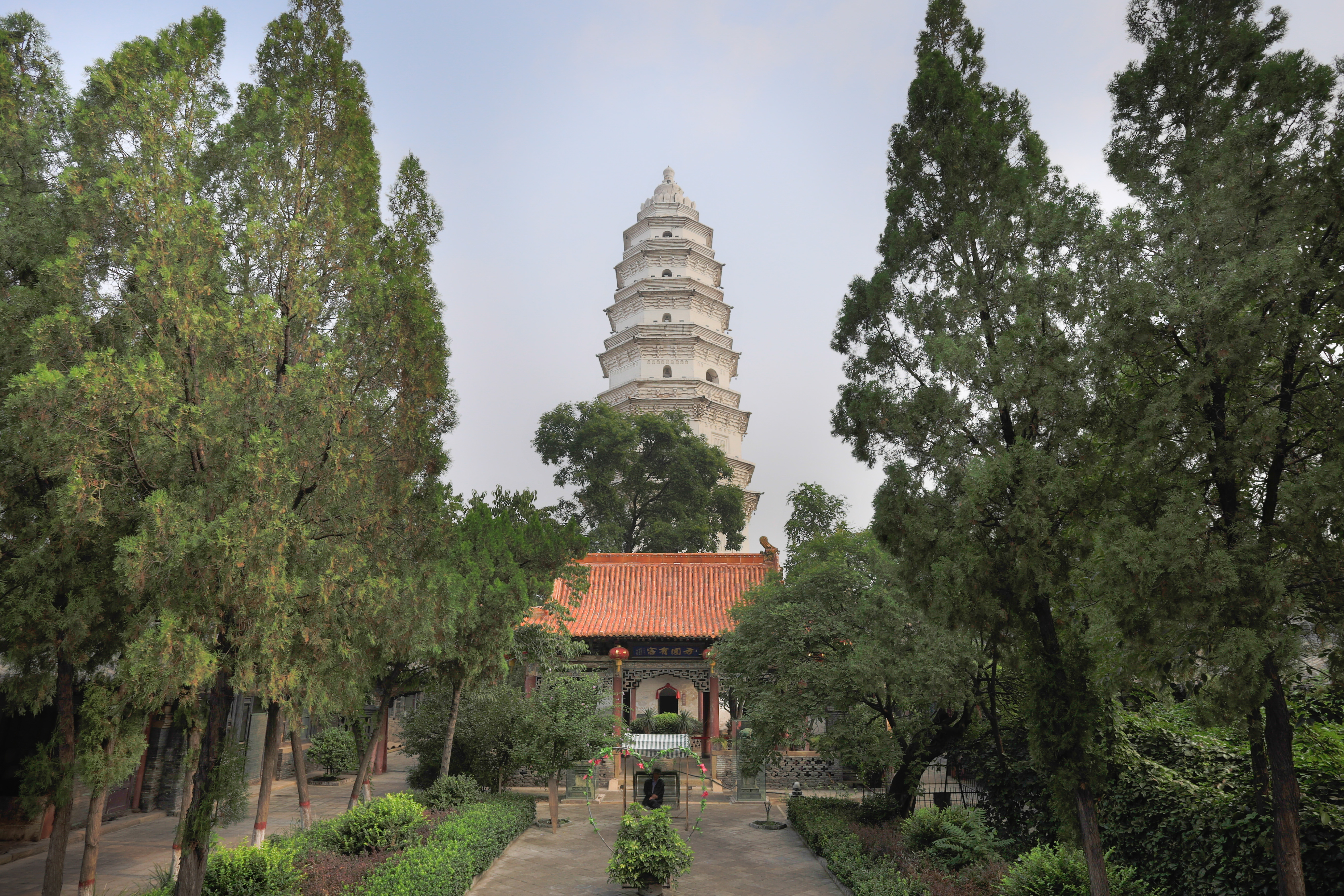
Vue de la tour blanche depuis le jardin
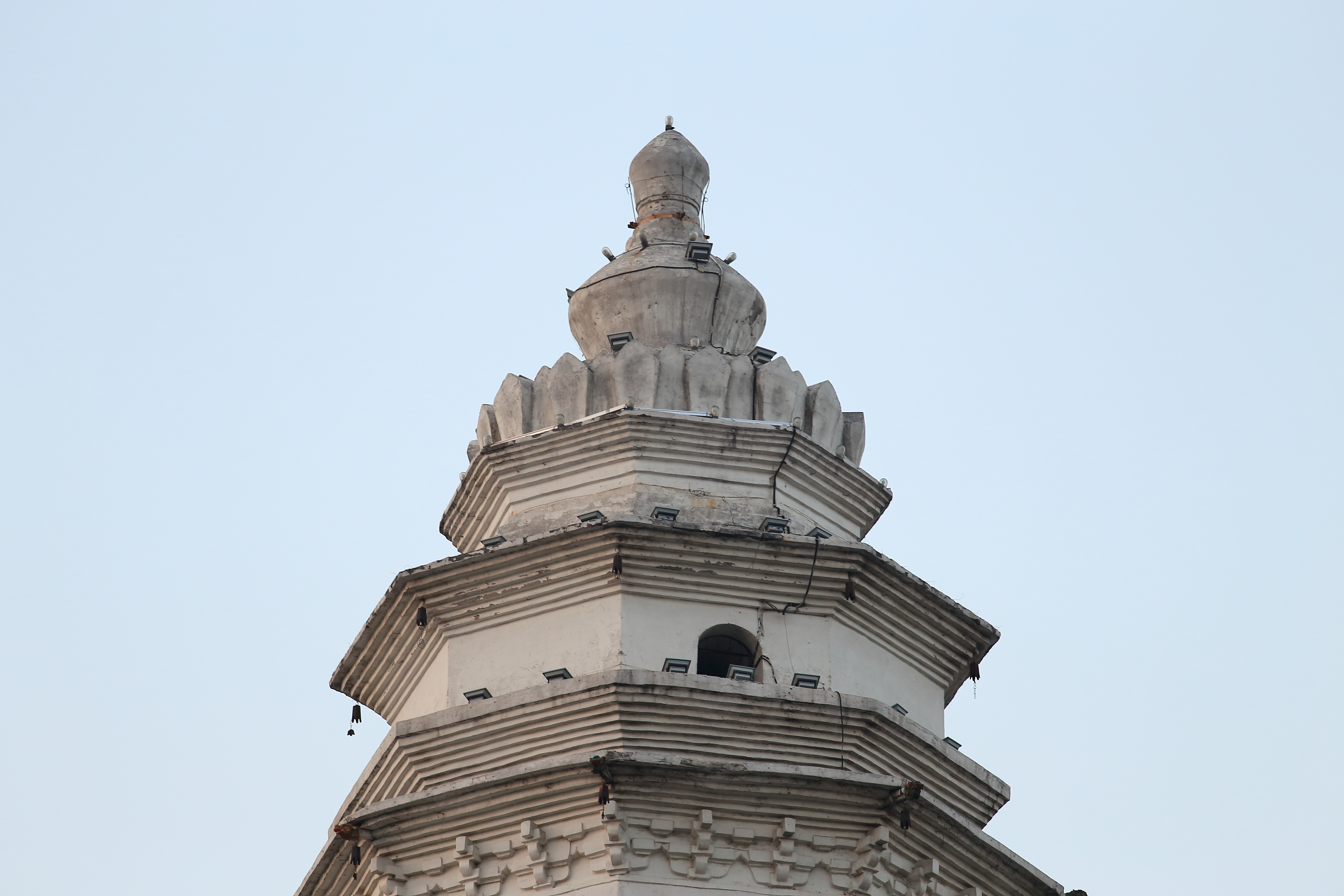
Sommet de la tour blanche
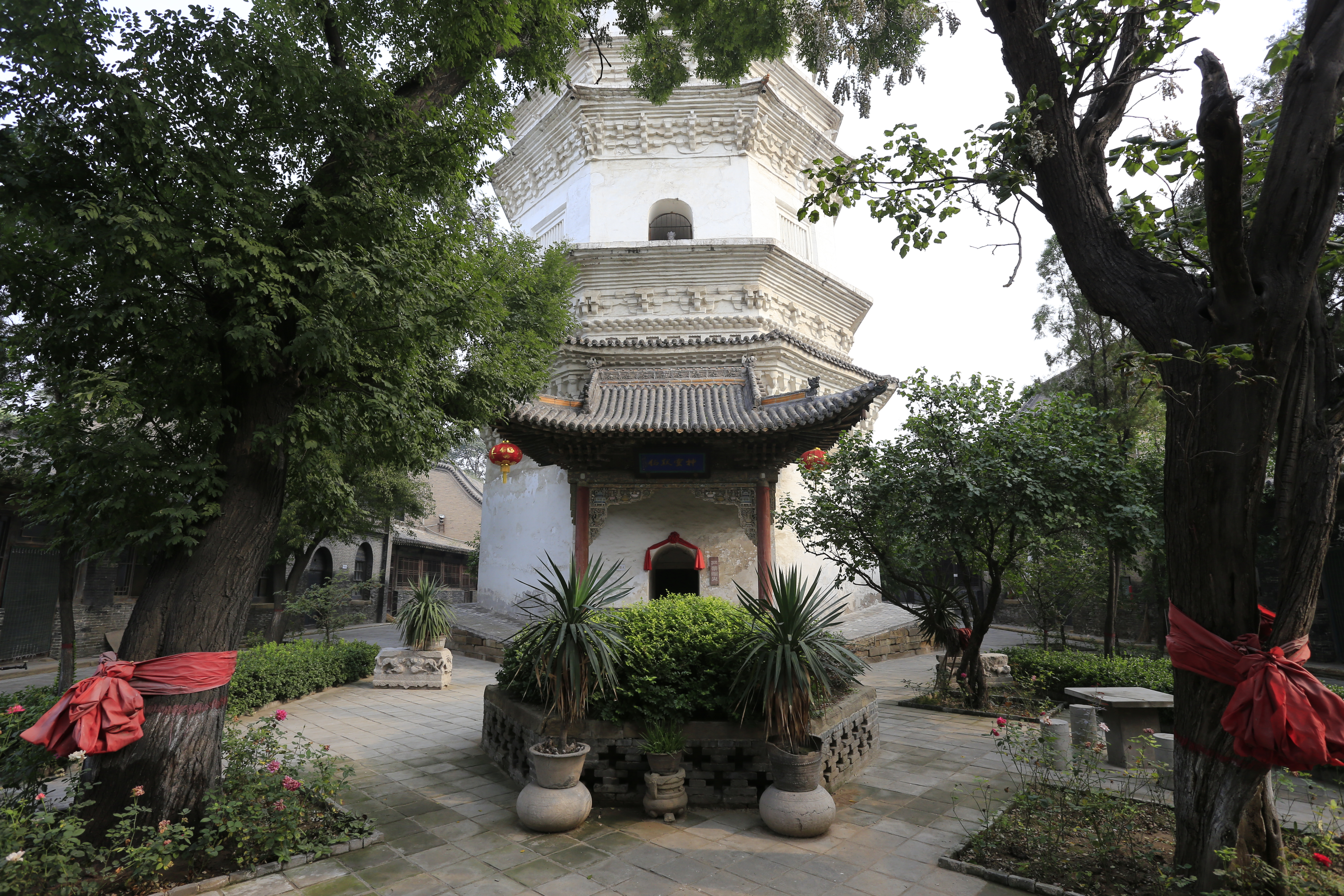
Base de la tour dans le jardin
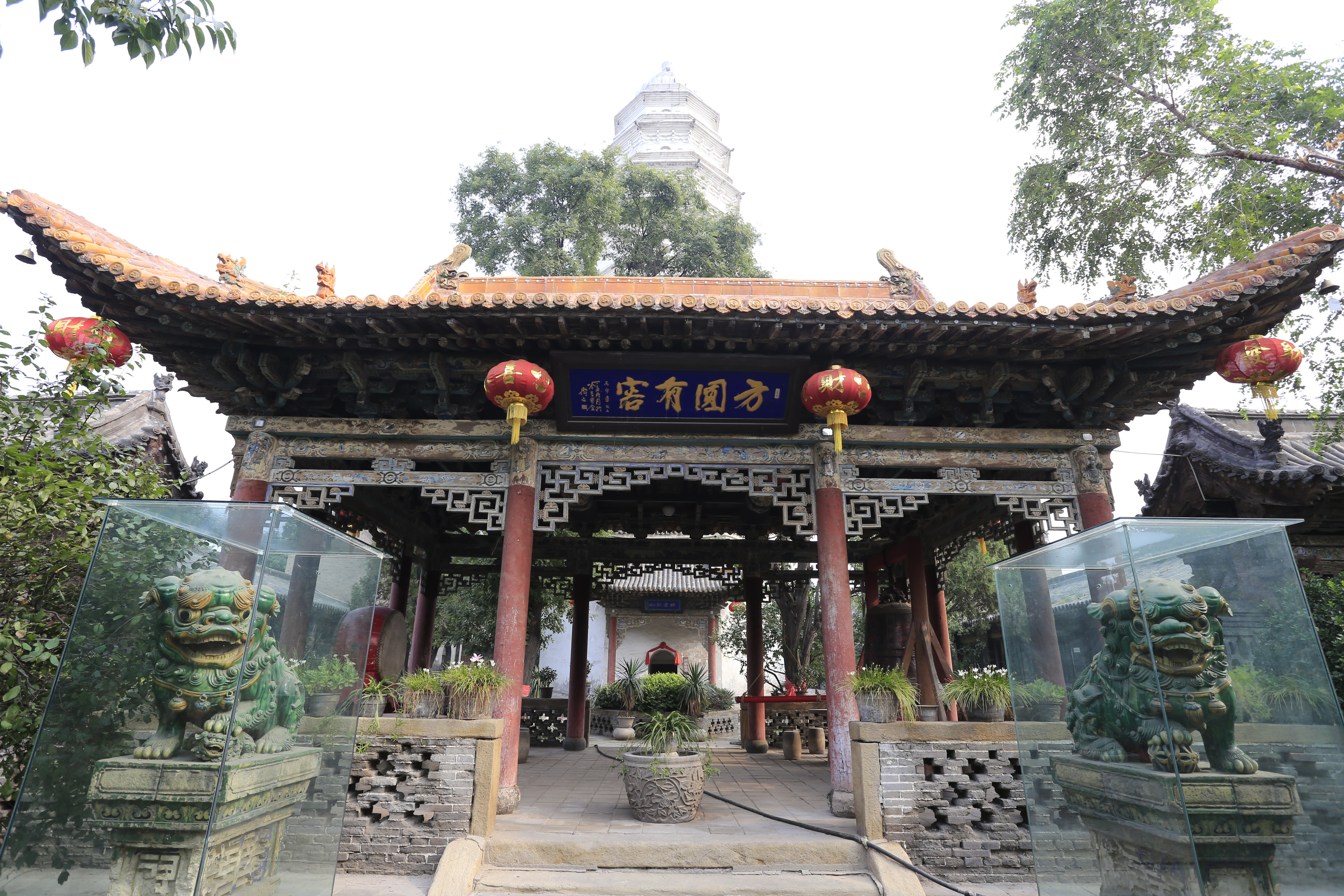
Pavillon Siming (四明亭, quatre brillants)
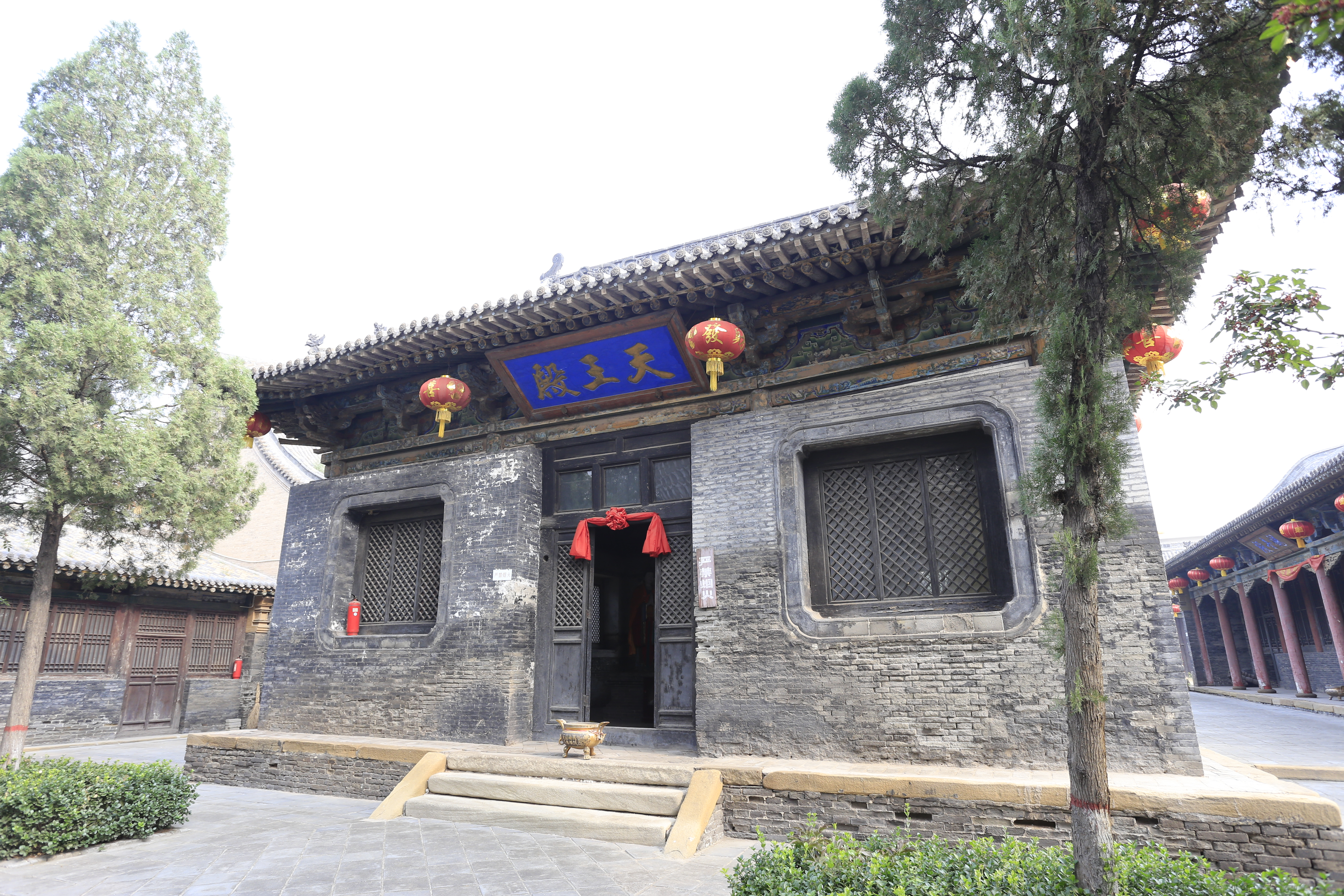
Temple du roi du Ciel
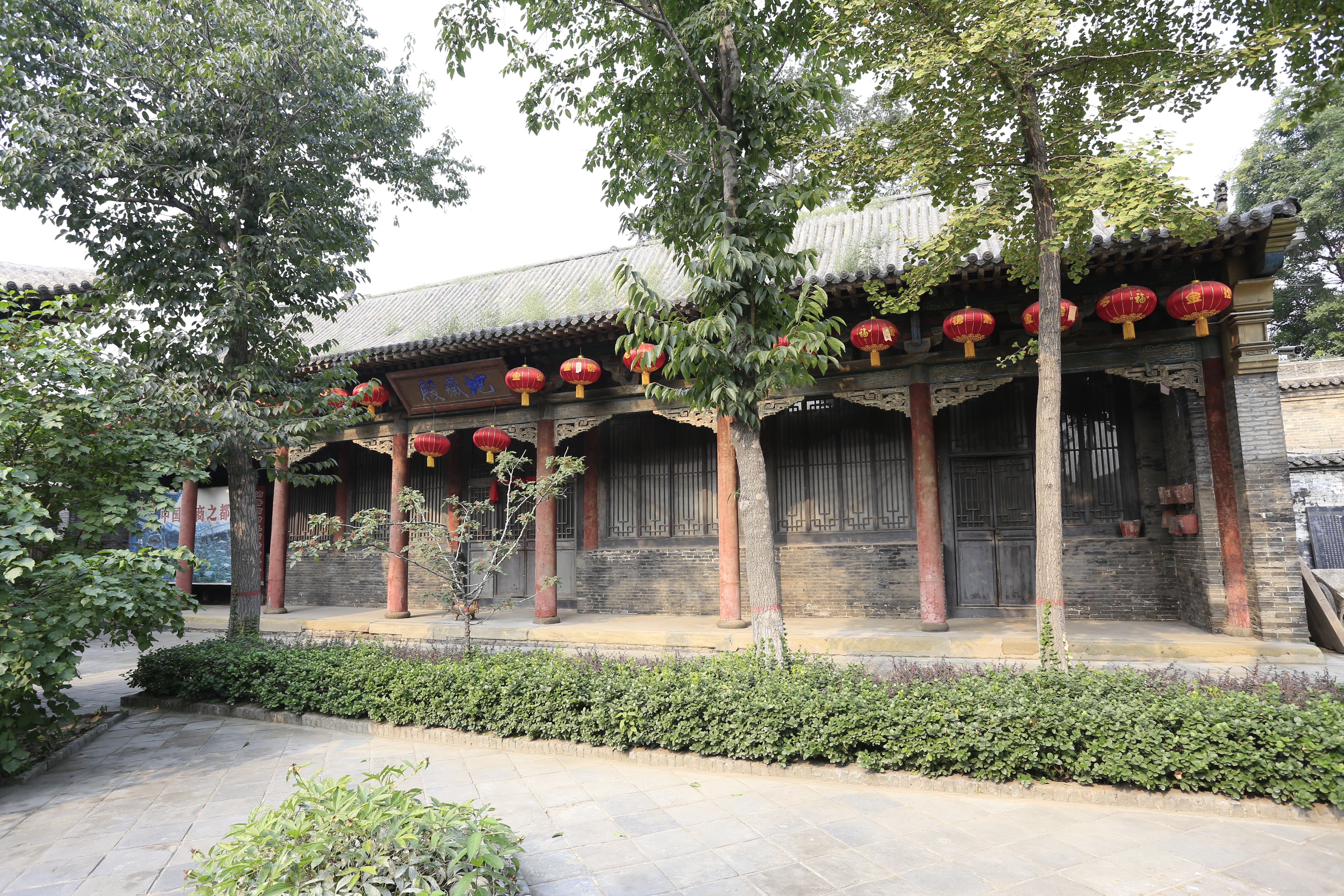
Temple du roi du Ciel